# Етријак
Етријак (фр. Etriac) насеље је и општина у западној Француској у региону Поату-Шарант, у департману Шарант која припада префектури Ангулем.
По подацима из 2011. године у општини је живело 198 становника, а густина насељености је износила 20,91 становника/km². Општина се простире на површини од 9,47 km². Налази се на средњој надморској висини од 129 метара (максималној 149 m, а минималној 57 m).

## Демографија
| 1962. | 1968. | 1975. | 1982. | 1990. | 1999. | 2011. |
| ----- | ----- | ----- | ----- | ----- | ----- | ----- |
| 155   | 162   | 157   | 154   | 175   | 165   | 198   |

График промене броја становника у току последњих година